# Antören, Björneborg
Antören, (fi. Anttoora) med Bastuskär, Matalakari och Niittukari är en ö i Finland. Den ligger i Bottenhavet och i kommunen Björneborg i den ekonomiska regionen  Björneborgs ekonomiska region i landskapet Satakunta, i den sydvästra delen av landet. Ön ligger omkring 24 kilometer nordväst om Björneborg och omkring 250 kilometer nordväst om Helsingfors.
Öns area är 4,05 kvadratkilometer och dess största längd är 4,5 kilometer i sydöst-nordvästlig riktning.

## Delöar och uddar
- Antören 61°40′22″N 21°25′47″Ö / 61.67267°N 21.42969°Ö
- Bastuskär 61°39′25″N 21°27′23″Ö / 61.65688°N 21.45635°Ö
- Juhansholmsudde 61°40′37″N 21°24′51″Ö / 61.67686°N 21.41419°Ö (udde)
- Piltholmen 61°40′23″N 21°25′16″Ö / 61.67306°N 21.42116°Ö (udde)
- Pohjakari 61°39′57″N 21°28′11″Ö / 61.66583°N 21.46983°Ö (udde)
- Sillikarit 61°39′13″N 21°28′28″Ö / 61.65372°N 21.47447°Ö (udde)
- Finnudden 61°40′53″N 21°25′57″Ö / 61.68133°N 21.43259°Ö (udde)
- Vuohiniemi 61°39′43″N 21°26′39″Ö / 61.66201°N 21.44425°Ö (udde)
- Törnudden 61°40′44″N 21°25′28″Ö / 61.67897°N 21.42436°Ö (udde)
- Lehternokka 61°40′35″N 21°26′42″Ö / 61.67629°N 21.44494°Ö (udde)
- Pohjannokka 61°40′07″N 21°27′35″Ö / 61.66872°N 21.45968°Ö (udde)
- Languddi 61°40′07″N 21°25′56″Ö / 61.66863°N 21.43224°Ö (udde)
- Bockören 61°40′03″N 21°26′13″Ö / 61.66756°N 21.43691°Ö (udde)
- Rydönnokka 61°39′20″N 21°28′27″Ö / 61.65564°N 21.47407°Ö (udde)
- Pitkänokka 61°39′04″N 21°28′06″Ö / 61.65104°N 21.46834°Ö (udde)
- Matalakari 61°38′59″N 21°28′08″Ö / 61.64975°N 21.46886°Ö
- Niittukari 61°38′57″N 21°27′53″Ö / 61.64908°N 21.46486°Ö
- Lilla Johansholm 61°40′28″N 21°24′56″Ö / 61.67445°N 21.41565°Ö (udde)
- Hirspirja 61°40′19″N 21°26′46″Ö / 61.67201°N 21.44615°Ö (udde)